# 後藤麻衣の心配ないさぁ〜!!
『後藤麻衣の心配ないさぁ〜!!』（ごとうまいのしんぱいないさぁ〜）は、2010年1月19日から10月1日までTBSラジオで、2011年7月1日から2022年1月28日まではRFラジオ日本で放送された日本のラジオ番組。録音放送。
パーソナリティは、後藤麻衣と大西ライオン。
2010年10月5日から2011年3月22日まで、文化放送で同じパーソナリティによる番組『後藤麻衣のDon't Worry!!』（ごとうまいのドントウォーリー）を放送していた。本項では、同番組についても記述する。

## 歴史・概要

### TBSラジオでの開始
当初、2010年3月30日まで毎週火曜日の『Kakiiin』で21:10頃 - 21:25頃までの内包番組として放送されていた。同年4月5日より、毎週月曜から金曜の24:50 - 25:00（毎週月曜 - 金曜深夜=火曜 - 土曜未明0:50 - 1:00）の帯番組となった。全139回放送。
4月から6月までの放送の一部は、後藤の所属事務所「アンドエム」ホームページ内で動画配信している。第1回をはじめ全19回分を配信しているが、第1回以外は、全てゲストとのトークとなっている。
後藤・大西によるスタジオでのトークを基本とした番組。スタジオ以外で収録を行うこともあり、2010年3月23日放送分は、スポンサーであるアイ信インドアゴルフカフェ銀座で行った。

### 後藤麻衣のDon't Worry!!
『心配ないさぁ〜!!』終了翌週の10月5日より、文化放送で『後藤麻衣のDon't Worry!!』をスタート。放送時間は、火曜日の21:00 - 21:30。
2011年3月22日の放送をもって終了。全23回。

### RFラジオ日本での再開
2011年7月1日より、RFラジオ日本でタイトルをもとに戻し再開。放送時間は、金曜日の23:45 - 24:00。
2021年1月、TBSで開始してから10周年を迎える。
2022年1月28日終了。

### 番組の休止
『心配ないさぁ〜!!』時代
- 2010年6月14日…サッカーFIFAワールドカップ中継（グループリーグ・E組 日本対カメルーン戦）のため。
- 2010年6月29日…FIFAワールドカップ中継（決勝トーナメント1回戦 パラグアイ対日本戦）のため。

『Don't Worry!!』時代
- 2010年10月19日…プロ野球中継（パシフィック・リーグクライマックスシリーズ第6戦 福岡ソフトバンクホークス対千葉ロッテマリーンズ戦）のため。
- 2010年11月2日…プロ野球中継（日本シリーズ第3戦 ロッテ対中日ドラゴンズ戦）のため。

## 番組編成
『心配ないさぁ〜!!』TBS時代の編成。
- 月曜…後藤・大西のフリートーク→後藤（→後藤・大西）の心配事を話す日
- 火曜・水曜…ゲストとのトーク
- 木曜…ゲストとのトーク→クイズコーナー（4月22日以降。無い場合はゲストとのトーク）
- 金曜…ハガキ紹介

## スポンサー
当初は、アイ信インドアゴルフカフェ銀座（TBSラジオ番組表では「Aishin Indoor Golf-cafe 銀座」表記）の単独提供番組だったが、2010年8月から同スポンサー含む二社提供となり、そのまま『後藤麻衣のDon't Woory!!』へ移行した。2011年に入ってから『Don't Woory!!』が終了する3月までは競艇振興センター（BOAT RACE振興会）の単独提供（3月15、22日はACジャパンのCMに差し替え）だった。帯番組時代から『Don't Woory!!』時代は、ノンクレジット。
2018年以降は「アイドルDVD市場」がスポンサーとなっている。

## 放送時間
| 放送期間        | 放送時間             | 放送局       | 対象地域・備考               |
| --------------- | -------------------- | ------------ | ---------------------------- |
| 2011年7月1日 -  | 金曜日 23:45 - 24:00 | RFラジオ日本 | 神奈川県・関東広域圏、製作局 |
|                 | 土曜日 21:30 - 21:45 | 新潟放送     | 新潟県                       |
|                 | 土曜日 24:45 - 25:00 | 栃木放送     | 栃木県                       |
| 2021年3月28日 - | 日曜日 23:30 - 23:45 | 静岡放送     | 静岡県                       |

## 出演ゲスト

### 2011年
- 2011年7月8日…COWCOW
- 2011年7月22日…鳥居みゆき
- 2011年8月19日…庄野真代
- 2011年9月2日…レイザーラモンRG
- 2011年9月16日…沢田知可子
- 2011年10月14日…濱田のり子
- 2011年10月28日…ダイノジ
- 2011年11月25日…ダイアモンド☆ユカイ

### 2012年
- 2012年2月3日…ヒロシ
- 2012年4月6日…レイザーラモンRG
- 2012年4月20日…Ｄｒ．コパ
- 2012年5月4日…米良良一
- 2012年5月18日…清水清太郎
- 2012年6月1日…ソンミ
- 2012年6月1日…杉浦幸
- 2012年7月20日…ダイアモンド☆ユカイ
- 2012年7月27日…小島よしお
- 2012年8月10日…原口あきまさ
- 2012年8月24日…里村明子
- 2012年8月31日…水谷雅子（美魔女）
- 2012年9月7日…長州小力
- 2012年9月21日…ワタナベフラワー
- 2012年9月28日…ムーディ勝山
- 2012年10月10日…X-GUN
- 2012年10月26日…ねづっち
- 2012年11月9日…木嶋のりこ
- 2012年11月16日…タブレット純
- 2012年11月30日…浜田翔子
- 2012年12月21日…松本めい

### 2013年
- 2013年1月4日…上野まな
- 2013年1月18日…神戸蘭子
- 2013年2月8日…しずる
- 2013年2月22日…猫ひろし
- 2013年3月8日…赤プル
- 2013年3月22日…東京ダイナマイト
- 2013年4月5日…田上よしえ
- 2013年4月19日…愛川ゆず季
- 2013年5月3日…小石田純一
- 2013年5月17日…木口亜矢
- 2013年5月24日…ホリ
- 2013年6月7日…ヒロシ
- 2013年6月24日…AMEMIYA
- 2013年7月5日…劉玉瑛（リュウ　ギョクエイ）
- 2013年7月19日…ダイアモンド☆ユカイ
- 2013年8月2日…寺田恵子（SHOW-YA）
- 2013年8月16日…U字工事
- 2013年8月30日…麒麟　田村
- 2013年8月30日…天津　木村
- 2013年9月27日…にしおかすみこ
- 2013年10月11日…醍醐さん（東京スポーツ）
- 2013年10月25日…タブレット純
- 2013年11月8日…エド・はるみ
- 2013年11月22日…野呂佳代
- 2013年12月6日…三瓶
- 2013年12月20日…MEG

### 2014年
- 2014年1月10日…加藤善孝
- 2014年1月17日…清水清太郎
- 2014年1月31日…流れ星
- 2014年2月7日…西村優花
- 2014年2月14日…島田秀平
- 2014年2月28日…武藤敬司
- 2014年3月14日…西川晃啓・松本康太（レギュラー）
- 2014年4月11日…斉藤司・須藤敬志（ハゲラッチョ）
- 2014年4月25日…時東ぁみ
- 2014年4月25日…荒井美恵子（元ギリギリガールズ）
- 2014年5月24日…松尾一彦（オフコース）
- 2014年6月20日…矢野みゅう
- 2014年7月4日…BKB（バイク川崎バイク ）
- 2014年7月18日…ウエストランド
- 2014年8月8日…アナログタロウ
- 2014年8月15日…じゅんいちダビッドソン
- 2014年8月29日…赤坂晃（光GENJI)
- 2014年9月5日…込山裕昭（週刊FRIDAY)
- 2014年9月12日…ユリオカ超特Q
- 2014年9月26日…手賀沼ジュン
- 2014年10月10日…ヒロシ
- 2014年10月24日…沢田知可子
- 2014年11月7日…スギテツ
- 2014年11月14日…美咲レイラ
- 2014年11月21日…美奈子
- 2014年11月28日…ユリコ・タイガー（コスプレイヤー）
- 2014年12月5日…岡村孝子
- 2014年12月19日…ミスモンゴル（上林愛貴）

### 2015年
- 2015年1月2日…出雲御国
- 2015年1月16日…ですよ。
- 2015年1月30日…キンタロー。
- 2015年2月13日…乱一世
- 2015年2月27日…杉山裕之（我が家）
- 2015年3月6日…LiSA
- 2015年3月13日…LiSA
- 2015年3月27日…向清太朗（天津）
- 2015年4月10日…徳井健太（平成ノブシコブシ）
- 2015年4月24日…レーザーラモンHG
- 2015年5月1日…藤原ライオン（プロレスラー）
- 2015年5月15日…団長安田（安田大サーカス）
- 2015年5月22日…荒井美恵子（元ギリギリガールズ）
- 2015年6月5日…永井祐一郎
- 2015年6月12日…ヒロシ
- 2015年6月26日…テレンス・リー
- 2015年7月10日…弾丸ジャッキー
- 2015年7月24日…ムーディ勝山
- 2015年7月31日…ゆってぃ
- 2015年8月7日…ハローケイスケ
- 2015年8月21日…駒田徳広
- 2015年9月4日…はんにゃ
- 2015年9月18日…波田陽区
- 2015年10月2日…小田飛鳥
- 2015年10月16日…クロちゃん（安田大サーカス）
- 2015年10月30日…金谷ヒデユキ
- 2015年11月13日…くまだまさし
- 2015年11月20日…平野ノラ
- 2015年12月4日…ユリオカ超特Q
- 2015年12月18日…まちゃまちゃ
- 2015年12月25日…タブレット純

### 2016年
- 2016年1月1日…島田秀平
- 2016年1月8日…ホリ
- 2016年1月22日…井上マー
- 2016年2月5日…どぶろっく
- 2016年2月19日…成田梨沙・水月桃子
- 2016年3月4日…ギュウゾウ（電撃ネットワーク）
- 2016年3月18日…ブリーフ＆トランクス
- 2016年4月1日…石橋凌
- 2016年4月15日…村上ショージ
- 2016年4月29日…アジャコング
- 2016年5月13日…ツートン青木
- 2016年5月27日…ナダル・西野創人（コロコロチキチキペッパーズ）
- 2016年6月10日…デッカチャン
- 2016年6月17日…パンチ浜崎・ノーパンチ松尾（ザ・パンチ）
- 2016年6月24日…タブレット純
- 2016年7月8日…スギちゃん
- 2016年7月22日…マイコーりょう
- 2016年7月29日…はまやねん・田中シングル（8.6秒バズーカ）
- 2016年8月5日…荒井美恵子
- 2016年8月12日…小島よしお
- 2016年8月26日…高木晋哉・池谷和志（ジョイマン）
- 2016年9月9日…福田彩乃
- 2016年9月23日…岩崎良美
- 2016年9月30日…バイク川崎バイク
- 2016年10月7日…熊田曜子
- 2016年10月21日…中西圭三
- 2016年10月28日…ですよ。
- 2016年11月11日…とにかく明るい安村
- 2016年11月25日…佐久間一行
- 2016年12月9日…田畑祐一・藤本淳史（田畑藤本）
- 2016年12月23日…ホリ

### 2017年
- 2017年1月1日…新春スペシャル　荒井美恵子・小田飛鳥・紫艶
- 2017年1月6日…Love Me Do
- 2017年1月13日…西村瑞樹（バイきんぐ）
- 2017年1月20日…水野勝・小林豊（BOYS AND MEN)
- 2017年2月3日…かねきよ勝則・石沢勤（新宿カウボーイ）
- 2017年2月17日…鈴木Q太郎（ハイウォーキング）
- 2017年3月3日…小澤慎一郎・伊地知大樹（ピスタチオ)
- 2017年3月10日…田中京
- 2017年3月17日…ハローケイスケ
- 2017年3月24日…ですよ。
- 2017年3月31日…天津　木村
- 2017年4月7日…岡本真夜
- 2017年4月14日…佐々木優介・永沢たかし（磁石）
- 2017年4月21日…中村高淑
- 2017年4月28日…大溝清人・佐田正樹（バッドボーイズ）
- 2017年5月12日…杉山清貴
- 2017年5月26日…竹内まなぶ・石田たくみ（カミナリ）
- 2017年6月9日…藤田祐樹・石山大輔（バンビーノ）
- 2017年6月16日…手賀沼ジュン
- 2017年6月23日…沢田知可子
- 2017年7月7日…テツandトモ
- 2017年7月14日…木嶋のりこ
- 2017年7月21日…IＭALＵ
- 2017年7月28日…ハリウッドザコシショウ
- 2017年8月11日…竹内力
- 2017年8月25日…深井彩夏
- 2017年9月1日…永野
- 2017年9月8日…池田聡
- 2017年9月15日…黒田アーサー
- 2017年9月29日…松村邦洋
- 2017年10月6日…村上健志・亘健太郎（フルーツポンチ）
- 2017年10月13日…奥山ピーウィー・志田昂平・あつし（B2takes!）
- 2017年10月27日…山下久美子
- 2017年11月10日…寺田恵子
- 2017年11月24日…Ｑ太郎（ハイキングウォーキング）
- 2017年12月8日…稲垣潤一
- 2017年12月15日…井元英志・蜷川慎太郎（インポッシブル）

### 2018年
- 2018年1月1日…SP　ゆってぃ・猫ひろし・ですよ。・ロケット団・美東澪・松山まなか
- 2018年1月5日…LOVE ME DO
- 2018年1月12日…ホリ
- 2018年1月26日…久保田賢治・秋本智仁（5GAP）
- 2018年2月2日…アキ
- 2018年2月9日…岩本和子
- 2018年2月16日…森口博子
- 2018年3月2日…田村（麒麟）
- 2018年3月16日…バイク川崎バイク(BKB)
- 2018年3月23日…8.6秒バズーカ
- 2018年3月30日…小田飛鳥
- 2018年4月6日…坂本ちゃん
- 2018年4月20日…山本 浩司・関 太（タイムマシーン3号）
- 2018年5月11日…濱田のり子・岩間沙織・鈴木幸恵（セイントフォー）
- 2018年5月25日…多田・善（COWCOW）
- 2018年6月1日…岩本和子
- 2018年6月15日…小堀裕之（２丁拳銃）
- 2018年6月29日…沢田知可子
- 2018年7月27日…オラキオ
- 2018年8月10日…藤浪辰爾
- 2018年8月24日…八十島・ツネ（2700）
- 2018年9月7日…井上マー
- 2018年9月14日…松尾一彦
- 2018年10月5日…植野行雄・松下宣夫（デニス）
- 2018年10月19日…たくや・かずや（ザ・たっち）
- 2018年11月2日…はなわ
- 2018年11月23日…ユリオカ超特Q
- 2018年12月14日…辛島美登里

### 2019年
- 2019年1月4日…LOVE ME DO
- 2019年1月18日…猫ひろし
- 2019年2月1日…奈月セナ
- 2019年2月15日…姫ちゃん
- 2019年2月22日…ハローケイスケ・クールポコ・コウメ太夫
- 2019年3月1日…ハローケイスケ・クールポコ・コウメ太夫
- 2019年3月8日…クマムシ
- 2019年3月22日…ほいけんた
- 2019年4月12日…サバンナ　八木
- 2019年4月19日…藤澤ノリマサ
- 2019年5月3日…むらせ
- 2019年5月17日…おいでやす小田
- 2019年5月24日…ハチミツ二郎
- 2019年6月7日…にゃんこスター
- 2019年6月28日…とにかく明るい安村
- 2019年6月21日…城之内早苗
- 2019年7月12日…あかつ
- 2019年8月2日…パーティ内山
- 2019年8月16日…山本高広
- 2019年8月23日…Aマッソ
- 2019年9月13日…天津・木村
- 2019年9月27日…FUJIWARA原西
- 2019年10月4日…桜・稲垣早希
- 2019年10月25日…テツandトモ
- 2019年11月8日…永野
- 2019年11月22日…平松愛理
- 2019年12月6日…ゾフィー
- 2019年12月20日…ムーディ勝山

### 2020年
- 2020年1月3日…LOVE ME DO
- 2020年1月10日…LOVE ME DO
- 2020年1月31日…じゅんいちダビッドソン
- 2020年2月14日…囲碁将棋
- 2020年2月28日…駆け抜けて軽トラ
- 2020年3月13日…どぶろっく
- 2020年3月20日…新西洋一郎 ジャンボタクシー
- 2020年3月27日…手賀沼ジュン
- 2020年4月3日…奈月セナ
- 2020年4月10日…SAKURAI
- 2020年5月8日…松下貴子 元JAL
- 2020年5月22日…デッカチャン
- 2020年6月5日…レイザーラモンRG
- 2020年6月19日…荒木田範文 『FRIDAYデジタル』
- 2020年7月3日…酒井一圭(純烈)
- 2020年7月17日…ツネ(2700)
- 2020年7月31日…岡島秀樹
- 2020年8月14日…沢田知可子
- 2020年8月28日…猫ひろし
- 2020年9月11日…彦摩呂
- 2020年9月25日…古賀シュウ
- 2020年10月9日…神無月
- 2020年10月16日…神無月
- 2020年10月30日…ジャガーズ
- 2020年11月13日…布川ひろき・みちお(トム・ブラウン)
- 2020年11月27日…上田・岩崎（Hi-Hi）

### 2021年
- 2021年1月15日 …カラテカ入江
- 2021年1月29日…COWCOW
- 2021年2月5日…COWCOW
- 2021年2月26日…愛川ゆず季
- 2021年3月5日…デッカチャン
- 2021年3月19日…ですよ。
- 2021年4月2日…パンチ佐藤
- 2021年4月9日…ＬＥＯＮＡ（レオナ）
- 2021年4月30日…岩崎恭子
- 2021年5月7日…岩崎恭子
- 2021年5月14日…間寛平
- 2021年5月21日…間寛平
- 2021年6月4日…吉田栄作
- 2021年6月11日…鳥居みゆき
- 2021年7月2日…半田健人
- 2021年7月9日…石川ひとみ
- 2021年7月23日…萩原次晴
- 2021年8月6日…平松愛理
- 2021年8月20日…梅垣義明
- 2021年8月27日…横浜銀蝿
- 2021年9月4日…横浜銀蝿
- 2021年9月17日…川崎鷹也
- 2021年9月24日…滝沢いおり
- 2021年10月1日…２丁拳銃(修二)
- 2021年10月22日…寺田恵子
- 2021年11月5日…尾藤イサオ
- 2021年11月19日…キンタロー。

## 備考
- 『心配ないさぁ〜!!』『Don't Worry!!』両番組の初ゲストは、いずれもCOWCOWの二人だった（2010年1月26日、10月5日放送）。『心配ないさぁ〜!!』再開後の初ゲストもCOWCOWだった（2011年7月8日放送）。
- TBSラジオで放送していた当時、東京都新宿区四谷のビル（四谷四丁目交差点の北東角）には番組の大型看板が設置されていた[5]。『心配ないさぁ〜!!』再開以後、再度同じ場所に大型看板が設置されている。
- 2019年8月『後藤麻衣の心配ないさ〜』の大型看板が東京スカイツリー近くのビル(東京都墨田区向島一丁目)に設置されたが、2020年12月の時点で撤去されている。